# Plasy
Plasy (niem. Plaß) – miasto w Czechach, w kraju pilzneńskim. Według danych z 31 grudnia 2003 powierzchnia miasta wynosiła 5714 ha, a liczba jego mieszkańców 2527 osób.
W mieście jest stacja kolejowa Plasy.

## Demografia
| Rok             | 1970 | 1980 | 1991 | 2001 | 2003 |
| --------------- | ---- | ---- | ---- | ---- | ---- |
| Liczba ludności | 2836 | 2768 | 2691 | 2621 | 2527 |

Źródło: Czeski Urząd Statystyczny

## Zabytki
Miejscowość znana z ogromnego klasztoru cystersów,   założonego w 1144 r., a przebudowanego pomiędzy 1661 i 1739 pod kierunkiem J.B. Matheya, J.B. Santiniego oraz Kiliána Dientzenhofera. Dzięki temu stał się ważnym ośrodkiem sztuki baroku. Kiedy cesarz Józef II zniósł niemal wszystkie zakony w imperium Habsburgów – klasztor stał się siedzibą, później miejscem pochówku księcia Metternicha.